# Nancy Wilson (gitarzystka)
Nancy Lamoureaux Wilson (ur. 16 marca 1954 w San Francisco) – amerykańska gitarzystka, wokalistka, autorka tekstów, kompozytorka i producentka. Razem ze swoją starszą siostrą, piosenkarką Ann Wilson, jest liderką rockowego zespołu Heart. Nancy jest uważana za jedną z najlepszych żeńskich gitarzystek wszech czasów.